# Ивановское (Чудиновский сельский округ)
Ивановское — деревня в Чудиновском сельском округе Благовещенского сельского поселения Большесельского района Ярославской области. Код ОКАТО — 78203877014
Деревня Ивановская указана на плане Генерального межевания Рыбинского уезда 1798 года.

## Население
По данным статистического сборника «Сельские населенные пункты Ярославской области на 1 января 2007 года», в деревне Ивановское проживает 2 человека[уточнить].

## География
Деревня расположена на севере района, на правом, юго-восточном берегу реки Мормушка, левого притока реки Черёмухи. На противоположном берегу реки напротив Ивановского стоит деревня Петровское. Выше по течению Мормушки к юго-западу на том же берегу стоит деревня Угленское,  в противоположную сторону деревня Лыткино. Деревня стоит в западной части обширного поля, протянувшегося примерно на 5 км с запада на восток и на 4 км с севера на юг, на котором находится множество деревень Чудиновского сельского округа .